# Bahno (železniční zastávka)
Bahno je železniční zastávka na trati Kutná Hora – Zruč nad Sázavou, nacházející se u vesnice Bahno. Zastávka leží v blízkosti osady Bahýnko v okrese Kutná Hora.

## Historie
Zastávka byla zprovozněna 1. listopadu 1905. Svůj název poprvé změnila za druhé světové války, kdy byl před český název zastávky doplněn německý název Bachno. V roce 1945 se zastávka vrátila pouze k českému názvu.

## Popis
Zastávka je vybavena plechovým přístřeškem a osvětlením, nástupiště je tvořeno betonovými panely. Vlaky zde zastavují pouze na znamení. Zastávka je využívána např. i houbaři.